# 1988 en musique
| \| • Retour à la chronologie générale de la musique populaire • \| |
| XXIe siècle • XXe siècle • XIXe siècle • XVIIIe siècle XVIIe siècle • XVIe siècle • XVe siècle • XIVe siècle XIIIe siècle • XIIe siècle • XIe siècle • Xe siècle IXe siècle • VIIIe siècle • Haut Moyen Âge • Rome • Grèce |
| • Retour à la chronologie générale de la musique populaire • |

| • Retour à la chronologie générale de la musique populaire • |

| Années de la musique populaire : 1985 - 1986 - 1987 - 1988 - 1989 - 1990 - 1991    |
| Décennies de la musique populaire : 1950 - 1960 - 1970 - 1980 - 1990 - 2000 - 2010 |

Cet article présente les faits marquants de l'année 1988 en musique.

## Faits marquants

### En France
- 43 millions de singles[1] et environ 78 millions d'albums[2] sont vendus en France en 1988.
- Premiers succès de Florent Pagny (N'importe quoi) et Liane Foly (Ça va, ça vient).
- Mylène Farmer devient la première chanteuse à vendre un album à plus d’un million d’exemplaires (Ainsi soit je...). Le clip de Pourvu qu'elles soient douces bat tous les records (longueur, budget, nombre de figurants…).
- Michael Jackson devient le premier artiste à se produire au Parc des Princes lors de sa tournée mondiale Bad World Tour [3].
- Tournée de Jean-Jacques Goldman, incluant 12 soirs au Zénith de Paris et 12 soirs au Palais des Sports.
- Véronique Sanson reçoit des menaces de mort pour sa chanson Allah.

### Dans le monde
- Premiers succès de Tracy Chapman (Fast Car)[4], Enya (Orinoco Flow) et Neneh Cherry (Buffalo stance).
- Première tournée mondiale de George Michael, le Faith World Tour.
- 30 avril : Céline Dion remporte le concours Eurovision de la chanson pour la Suisse.
- 11 juin : Grand concert à Wembley pour réclamer la libération de Nelson Mandela, auquel participent notamment Dire Straits, Eric Clapton, Simple Minds, Sting, George Michael, Whitney Houston, Peter Gabriel, Eurythmics, Joe Cocker, UB40, Bryan Adams et Tracy Chapman.
- Les New Kids on the Block sont le premier boys band qui connaît un grand succès mondial.
- Décès de Andy Gibb, Chet Baker et Roy Orbison.

## Disques sortis en 1988
- Albums sortis en 1988
- Singles sortis en 1988

## Succès de l'année en France (Singles)

### Chansons classées Numéro 1
Cette liste présente, par ordre chronologique, tous les titres s'étant classés à la première place du Top 50 durant l'année 1988.
- Guesch Patti : Étienne
- Sabrina : Boys (Summertime Love)
- Glenn Medeiros : Nothing’s gonna change my love for you
- Florent Pagny : N'importe quoi
- Sandy : J'ai faim de toi
- Début de soirée : Nuit de folie
- Glenn Medeiros et Elsa : Un roman d'amitié
- Paco : Amor de mis amores
- Mylène Farmer : Pourvu qu'elles soient douces

### Chansons francophones
Cette liste présente, par ordre alphabétique, tous les titres francophones s'étant classés parmi les 15 premières places du Top 50 durant l'année 1988.
- À cause des garçons : À cause des garçons
- Art Mengo : Les parfums de sa vie
- Bézu : La Queuleuleu
- Bernard Minet : Bioman
- Blues Trottoir : Un soir de pluie
- Claude Nougaro : Nougayork
- Claudia Phillips : Quel souci La Boétie
- David et Jonathan : Est-ce que tu viens pour les vacances ?
- Début de soirée : Nuit de folie
- Début de soirée : La Vie la nuit
- Demis Roussos : Quand je t'aime
- Desireless : John
- Elsa : Quelque chose dans mon cœur
- Elsa & Glenn Medeiros : Un roman d'amitié
- Elsa : Jour de neige
- Félix Gray : La Gitane
- Florent Pagny : N'importe quoi
- Florent Pagny : Laissez-nous respirer
- France Gall : Ella, elle l'a
- France Gall : Évidemment
- François Feldman : Slave
- Gérard Blanc : Du soleil dans la nuit
- Guesch Patti : Étienne
- Images : Maîtresse
- Jean-Jacques Goldman et Sirima : Là-bas
- Jean-Jacques Goldman : Puisque tu pars
- Johnny Hallyday : Laura
- Johnny Hallyday : L'Envie
- La Compagnie créole : Ma première biguine-partie
- Léopold Nord et Vous : C'est l'amour
- Michel Sardou : La même eau qui coule
- Mylène Farmer : Sans contrefaçon
- Mylène Farmer : Ainsi soit-je…
- Mylène Farmer : Pourvu qu'elles soient douces
- Niagara : Soleil d’hiver
- Patricia Kaas : Mademoiselle chante le blues
- Patricia Kaas : D’Allemagne
- Raft : Yaka dansé
- Sandy : J'ai faim de toi
- Shona : Elodie mon rêve
- Simon et les Modanais : Étoile des neiges
- Stephan Eicher : Combien de temps
- Vanessa Paradis : Manolo Manolete
- Vanessa Paradis : Marilyn et John
- Véronique Jannot : Aviateur

### Chansons non francophones
Cette liste présente, par ordre alphabétique, tous les titres non francophones s'étant classés parmi les 10 premières places du Top 50 durant l'année 1988.
- a-ha : Stay on these roads
- a-ha : Touchy !
- Black : Wonderful life
- Bros : When will I be famous ?
- Bros : I owe you nothing
- Charlie makes the cook : Boys and girls
- Chico Buarque : Essa môça ‘ta diferente
- David Hallyday : He’s my girl
- David Hallyday : High
- Eddy Grant : Gimme hope Jo'anna
- Eighth Wonder : I’m not scared
- Éric Serra : My lady blue
- George Michael : One more try
- Gianna Nannini : I maschi
- Gipsy Kings : Bamboléo et Djobi, Djoba
- Glenn Medeiros : Nothing’s gonna change my love for you
- INXS : Need you tonight
- Jevetta Steele : Calling you
- Johnny Clegg & Savuka : Asimbonanga
- Johnny Clegg & Savuka : I call your name
- Kim Wilde : You came
- Kylie Minogue : I should be so Lucky
- Kylie Minogue : Got to be certain
- Los Lobos : La bamba
- MARRS : Pump up the volume
- Michael Jackson : Dirty Diana
- Midnight Oil : Beds are burning
- Milli Vanilli : Girl you know it's true
- Mory Kanté : Yéké yéké
- Nina Simone : My baby just cares for me
- Ofra Haza : Im Nin'alu
- Paco : Amor de mis amores
- Rick Astley : Never gonna give you up
- S'Express : Theme from S'Express
- Sabrina : Boys (Summertime Love)
- Sandra : Heaven can wait
- The Communards : Never can say goodbye
- Thierry Mutin : Sketch of love
- Tiffany : I think we’re alone now
- Vaya Con Dios : Just a friend of mine
- Yazz : The Only Way Is Up

## Succès de l'année en France (Albums)
Cette liste présente, par ordre alphabétique, les albums sortis en 1988 ayant obtenu une certification Platine ou Diamant en France.

### Disques de diamant (Plus d'un million de ventes)
- Dire Straits : Money for nothing
- Éric Serra : Le Grand Bleu
- Jacques Brel : 15 ans d’amour
- Mylène Farmer : Ainsi soit je...
- Patricia Kaas : Mademoiselle chante...
- Tracy Chapman : Tracy Chapman

### Doubles disques de platine (Plus de 600.000 ventes)
- Elsa : Elsa
- Michel Sardou : Le Successeur
- Renaud : Putain de camion
- Sade : Stronger Than Pride

### Disques de platine (Plus de 300.000 ventes)
- a-ha : Stay on These Roads
- Alain Souchon : Ultra moderne solitude
- Bernard Lavilliers : If...
- Boney M. : Greatest hits – Remix 88
- Dorothée : Attention danger
- Eagles : La Légende des Eagles
- Étienne Daho : Pour nos vies martiennes
- France Gall : Le Tour de France 88
- Jacques Higelin : Tombé du ciel
- Johnny Clegg : Shadow Man
- Johnny Hallyday : Johnny à Bercy
- Kylie Minogue : Kylie
- La Compagnie créole : Les plus grands succès
- Sandra : Into a secret land
- Vanessa Paradis : M et J
- U2 : Rattle and Hum

## Succès internationaux de l’année
Cette liste présente, par ordre alphabétique, les trente titres et albums ayant eu le plus de succès dans les charts internationaux en 1988,.

### Singles
- Belinda Carlisle : Heaven is a place on Earth
- Billy Ocean : Get outta my dreams get into my car
- Bobby McFerrin : Don't worry, be happy
- Cheap Trick : The flame
- Enya : Orinoco Flow
- Fairground Attraction : Perfect
- George Michael : One more try
- George Michael : Father Figure
- Guns n' Roses : Sweet child o' mine
- INXS : Need you tonight
- Kylie Minogue : I should be so lucky
- Kylie Minogue : The Loco-Motion
- Michael Jackson : The way you make me feel
- Michael Jackson : Dirty Diana
- Milli Vanilli : Girl you know it's true
- Pet Shop Boys : Always on my mind
- Pet Shop Boys : Heart
- Phil Collins : A groovy kind of love
- Phil Collins : Two hearts
- Rick Astley : Together forever
- Rick Astley : She wants to dance with me
- Steve Winwood : Roll with it
- Taylor Dayne : Tell it to my heart
- The Beach Boys : Kokomo
- Tiffany : I think we're alone now
- Tiffany : Could've been
- Tracy Chapman : Fast Car
- U2 : Desire
- Whitney Houston : One moment in time
- Yazz : The only way is up

### Albums
- AC/DC : Blow up your video
- Andrew Lloyd Webber : Le fantôme de l'opéra
- Anita Baker : Giving you the best that I got
- Bon Jovi : New Jersey
- Dire Straits : Money for nothing
- Enya : Watermark
- Fleetwood Mac : Greatest hits
- Guns n' Roses : G N' R Lies
- INXS : Kick
- Iron Maiden : Seventh son of a seventh son
- Kylie Minogue : Kylie
- Metallica : ...And justice for all
- Midnight Oil : Diesel and Dust
- More Dirty Dancing
- Morrissey : Viva Hate
- Pet Shop Boys : Introspective
- Pink Floyd : Delicate Sound of Thunder
- Poison : Open up & say...Ahh!
- Prince : Lovesexy
- Public Enemy : It takes a nation of millions to hold us back
- R.E.M. : Green
- Rick Astley : Whenever you need somebody
- Sade : Stronger Than Pride
- Steve Winwood : Roll with it
- The Pixies : Surfer Rosa
- Tiffany : Tiffany
- Tracy Chapman : Tracy Chapman
- Traveling Wilburys : Traveling Wilburys Vol. 1
- U2 : Rattle and Hum
- Van Halen : OU812

## Récompenses
- États-Unis : 31e cérémonie des Grammy Awards
- États-Unis : American Music Awards 1988 (en)
- États-Unis : 1988 MTV Video Music Awards (en)
- Europe : Concours Eurovision de la chanson 1988
- France : 4e cérémonie des Victoires de la musique
- Québec : 10e gala des prix Félix

## Formations et séparations de groupes
- Groupe de musique formé en 1988
- Groupe de musique séparé en 1988

## Naissances
- 14 janvier : Jordy, chanteur français
- 14 février : Quentin Mosimann, auteur-compositeur-interprète franco-suisse
- 20 février : Rihanna, chanteuse barbadienne
- 6 mars : Agnes Carlsson, chanteuse suédoise
- 8 mars : Reina del Cid, chanteuse, auteure, compositrice américaine.
- 1er avril : Marième Fall, chanteuse et compositrice sénégalaise
- 30 avril : Sandra Sánchez Sangiao,  chanteuse catalane de musique traditionnelle et populaire.
- 5 mai : Adele, chanteuse britannique
- 5 mai : Skye Sweetnam, chanteuse canadienne
- 1er juin :
  - Nami Tamaki, chanteuse japonaise
  - Christine and the Queens, chanteuse française
- 7 juillet : Kaci Brown, chanteuse américaine
- 31 juillet: Krystal Meyers, chanteuse américaine de rock chrétien
- 26 août: Lukas Nimscheck, chanteur membre du groupe Deine Freunde
- 18 septembre : Paul Plexi, auteur-compositeur-interprète suisse-francophone
- 25 septembre : Elsa Esnoult, chanteuse et actrice française.
- 27 octobre : T-Wayne, rappeur américain
- 18 novembre : Sasan Yafte, chanteur iranien.
- 15 décembre : Boaz van de Beatz, producteur et DJ néerlandais
- 27 décembre : Hayley Williams, chanteuse du groupe Paramore

## Décès
- 24 février : Memphis Slim, chanteur et pianiste de blues américain.
- 28 février : Leopold Paasch, compositeur allemand.
- 10 mars : Andy Gibb, chanteur britannique, membre des Bee Gees
- 9 avril : Brook Benton, chanteur de musique soul américain.
- 13 mai : Chet Baker, trompettiste et chanteur de jazz américain.
- 25 juin : Hillel Slovak, premier guitariste des Red Hot Chili Peppers.
- 18 juillet : Nico, chanteuse et mannequin allemande, membre de The Velvet Underground.
- 8 août : Félix Leclerc, auteur-compositeur-interprète québécois.
- 19 octobre : Son House, chanteur et guitariste de blues américain.
- 6 décembre : Roy Orbison, chanteur de rock 'n' roll américain.
- 16 décembre : Sylvester, chanteur de disco américain.